# Parringsadfærd
Parringsadfærd er i første række den adfærd, som parterne viser umiddelbart op til den egentlige parring. Adfærden har flere formål, men først og fremmest disse:
- at dæmpe angst og aggressivitet hos parterne
- at sikre at partneren hører til den rette art
- at skabe en samhørighed mellem parterne, som får betydning i forbindelse med yngelplejen

I videre betydning kan ordet også bruges om den adfærd, som kan iagttages månedsvis forud for parringen. Det drejer sig f.eks. om:
- at markere og forsvare et egnet yngleterritorium
- at skabe sig en sikker plads i flokkens hierarki (kun hos sociale dyr)
- at finde og opsøge egnede partnere
- at etablere muskelstyrke og energidepoter, som kan stå mål med strabadserne i parringstiden

Det diskuteres, om disse formål med parringsadfærden også gælder hos mennesker, men det er påfaldende, hvor godt de passer til menneskelige forhold, hvis man tænker hvert af stikordene efter.